# Curling-Europameisterschaft 1985
Die Curling-Europameisterschaft 1985 der Männer und Frauen fand vom 10. bis 14. Dezember in Grindelwald in der Schweiz statt.

## Turnier der Männer

### Teilnehmer
| Dänemark                                                                            | BR Deutschland                                                                        | England                                                                            | Finnland                                                                                                | Frankreich                                                                                          |
| ----------------------------------------------------------------------------------- | ------------------------------------------------------------------------------------- | ---------------------------------------------------------------------------------- | --- | --------------------------------------------------------------------------------------------------- |
| Skip: Tommy Stjerne Third: Per Berg Second: Peter Andersen Lead: Ivan Frederiksen   | Skip: Rodger Schmidt Third: Wolfgang Burba Second: Johnny Jahr Lead: Joachim Burba    | Skip: Bob Martin Third: Ronnie Brock Second: John Brown Lead: Ian Coutts           | Skip: Jussi Uusipaavalniemi Third: Petri Tsutsunen Second: Markko Uusipaavalniemi Lead: Jarmo Jokivalli | Skip: Dominique Dupont-Ros Third: Christian Dupot-Ros Second: Thierry Mercier Lead: Daniel Cossetto |
| Italien                                                                             | Luxemburg                                                                             | Niederlande                                                                        | Norwegen                                                                                                | Österreich                                                                                          |
| Skip: Andrea Pavani Third: Franco Sovilla Second: Fabio Alverà Lead: Stefano Morona | Skip: Nico Schweich Third: Guy Schweich Second: Georges Schweich Lead: Bill Bannerman | Skip: Wim Neeleman Third: Otto Veening Second: Gérard Verbeek Lead: Jheroen Tilman | Skip: Eigil Ramsfjell Third: Sjur Loen Second: Gunnar Meland Lead: Morten Skaug                         | Skip: Konrad Wiesern Third: Thomas Wieser Second: Herwig Ritter Lead: Christian Wieser              |
| Schweden                                                                            | Schweiz                                                                               | Schottland                                                                         | Wales                                                                                                   | |
| Skip: Per Lindeman Third: Connie Östlund Second: Bo Andersson Lead: Göran Åberg     | Skip: Jürg Tanner Third: Jürg Hornisberger Second: Patrik Lörtscher Lead: Mario Gross | Skip: Billy Howat Third: Robert Clark Second: Robert Shaw Lead: Alistair Henry     | Skip: John Hunt Third: John Stone Second: John Guyan Lead: Scott Lyon                                   | |

### Erste Phase
Die 14 Teams ermittelten in drei Eliminationsrunden die 8 Teilnehmer der zweiten Phase:
- In der ersten Eliminationsrunde spielten die 14 Teams 2 Plätze in der zweiten Phase aus.
- Die restlichen 12 Teams spielten in der zweiten Eliminationsrunde weitere 3 Plätze in der zweiten Phase aus.
- In der dritten Eliminationsrunde wurden von den restlichen 9 Teams die letzten drei Plätze in Phase 2 ausgespielt.

Die 6 ausgeschiedenen Mannschaften spielten in einer Platzierungsrunde um die Ränge 9-14.
| 1. Elimination           | 1. Elimination |
| 1. Runde                 | 1. Runde       |
| ------------------------ | -------------- |
| Finnland – Italien       | 2-8            |
| BR Deutschland – Wales   | 9-4            |
| England – Luxemburg      | 15-3           |
| Schweden – Niederlande   | 6-5            |
| Norwegen – Österreich    | 10-3           |
| Dänemark – Frankreich    | 8-4            |
| 2. Runde                 |                |
| Schweiz – Italien        | 4-7            |
| BR Deutschland – England | 7-5            |
| Schottland – Schweden    | 6-5            |
| Norwegen – Dänemark      | 6-3            |
| 3. Runde                 |                |
| Italien – BR Deutschland | 4-9            |
| Schottland – Norwegen    | 9-4            |

| 2. Elimination           | 2. Elimination |
| 1. Runde                 | 1. Runde       |
| ------------------------ | -------------- |
| Wales – Luxemburg        | 6-8            |
| Österreich – Frankreich  | 2-12           |
| 2. Runde                 |                |
| Luxemburg – Finnland     | 8-9            |
| Niederlande – Frankreich | 6-3            |
| Schweiz – England        | 7-1            |
| Schweden – Dänemark      | 6-8            |
| 3. Runde                 |                |
| Finnland – Norwegen      | 2-10           |
| Italien – Niederlande    | 4-5            |
| Schweiz – Dänemark       | 7-2            |

| 3. Elimination         | 3. Elimination |
| 1. Runde               | 1. Runde       |
| ---------------------- | -------------- |
| Schweden – Wales       | 9-1            |
| England – Österreich   | 7-4            |
| Luxemburg – Frankreich | 8-6            |
| 2. Runde               |                |
| Italien – Schweden     | 2-8            |
| Finnland – England     | 4-9            |
| Dänemark – Luxemburg   | 9-2            |

| Ergebnisse der ersten Phase     | Ergebnisse der ersten Phase                                                                |
| ------------------------------- | ------------------------------------------------------------------------------------------ |
| Qualifiziert für Phase 2        | BR Deutschland, Schottland, Norwegen, Niederlande, Schweiz, Schweden, England und Dänemark |
| In der Platzierungsrunde (9-14) | Wales, Österreich, Frankreich, Italien, Finnland und Luxemburg                             |

### Zweite Phase
Die 8 aus die in die zweite Phase aufgestiegen waren, spielten in zwei Eliminationsrunden die 4 Halbfinal Plätze aus.:
- Die 8 Teams spielten in der ersten Eliminationsrunde um 2 Halbfinalplätze.
- Die restlichen 6 Teams spielten in der zweiten Eliminationsrunde um die letzten 2 Halbfinal Plätze.

Die 4 ausgeschiedenen Teams spielten eine Platzierungsrunde um die Ränge 5-8.
| 1. Elimination            | 1. Elimination |
| 1. Runde                  | 1. Runde       |
| ------------------------- | -------------- |
| BR Deutschland – Schweden | 9-1            |
| Norwegen – England        | 8-2            |
| Schweiz – Niederlande     | 9-2            |
| Schottland – Dänemark     | 6-7            |
| 2. Runde                  |                |
| BR Deutschland – Norwegen | 4-6            |
| Schweiz – Dänemark        | 5-8            |

| 2. Elimination              | 2. Elimination |
| 1. Runde                    | 1. Runde       |
| --------------------------- | -------------- |
| Schweden – England          | 9-4            |
| Niederlande – Schottland    | 4-5            |
| 2. runde                    |                |
| Schweiz – Schweden          | 3-6            |
| BR Deutschland – Schottland | 7-6            |

| Ergebnisse der 2. Phase        | Ergebnisse der 2. Phase                         |
| ------------------------------ | ----------------------------------------------- |
| Qualifiziert fürs Halbfinale   | Norwegen, Dänemark, Schweden und BR Deutschland |
| In der Platzierungsrunde (5-8) | Schweiz, Schottland, England und Niederlande    |

### Platzierungsrunde
Ränge 9-14
Die sechs in Phase 1 ausgeschiedenen Teams spielten in drei Eliminationsrunden um die Ränge 9-14
| 1. Elimination         | 1. Elimination |
| 1. Runde               | 1. Runde       |
| ---------------------- | -------------- |
| Wales – Österreich     | 3-6            |
| Italien – Frankreich   | 2-8            |
| 2. Runde               |                |
| Luxemburg – Österreich | 7-8            |
| Frankreich – Finnland  | 3-4            |
| Spiel um Rang 9.       |                |
| Österreich – Finnland  | 3-7            |

| 2. Elimination       | 2. Elimination |
| 1. Runde             | 1. Runde       |
| -------------------- | -------------- |
| Luxemburg – Italien  | 2-11           |
| Frankreich – Wales   | 10-4           |
| Spiel um Rang 11.    |                |
| Italien – Frankreich | 4-5            |

| 3. Elimination    | 3. Elimination    |
| Spiel um Rang 13. | Spiel um Rang 13. |
| ----------------- | ----------------- |
| Luxemburg – Wales | 3-9               |

| Endstand | Endstand   |
| -------- | ---------- |
| 9.       | Finnland   |
| 10.      | Österreich |
| 11.      | Frankreich |
| 12.      | Italien    |
| 13.      | Wales      |
| 14.      | Luxemburg  |

Ränge 5-8
Die vier in Phase 2 ausgeschiedenen Teams spielten um die Ränge 5-8
| Platzierungsrunde     | Platzierungsrunde |
| Spiel um Rang 7.      | Spiel um Rang 7.  |
| --------------------- | ----------------- |
| England – Niederlande | 5-4               |
| Spiel um Rang 5.      |                   |
| Schweiz – Schottland  | 8-7               |

| Endstand | Endstand    |
| -------- | ----------- |
| 5.       | Schweiz     |
| 6.       | Schottland  |
| 7.       | England     |
| 8.       | Niederlande |

|  | Halbfinale | Halbfinale     | Halbfinale |    |          | Finale                      | Finale                      | Finale                      |
|  |            |                |            |    |          |                             |                             |                             |
|  |            |                |            |    |          |                             |                             |                             |
|  | 3          | Norwegen       | 6          |    |          |                             |                             |                             |
|  | 2          | Schweden       | 8          |    |          |                             |                             |                             |
|  |            |                |            | 22 | Schweden | 5                           |                             |                             |
|  |            |                |            |    | 1        | BR Deutschland              | 7                           |                             |
|  | 4          | Dänemark       | 7          |    |          |                             |                             |                             |
|  | 1          | BR Deutschland | 9          |    |          | Spiel um die Bronzemedaille | Spiel um die Bronzemedaille | Spiel um die Bronzemedaille |
|  |            |                |            |    |          | 3                           | Norwegen                    | 5                           |
|  | 4          | Dänemark       | 4          |    |          |                             |                             |                             |
|  |            |                |            |    |          |                             |                             |                             |

| Platz | Land           |
| ----- | -------------- |
| 1     | BR Deutschland |
| 2     | Schweden       |
| 3     | Norwegen       |
| 4     | Dänemark       |
| 5     | Schweiz        |
| 6     | Schottland     |
| 7     | England        |
| 8     | Niederlande    |
| 9     | Finnland       |
| 10    | Österreich     |
| 11    | Frankreich     |
| 12    | Italien        |
| 13    | Wales          |
| 14    | Luxemburg      |

## Turnier der Frauen

### Teilnehmer
| Dänemark                                                                                     | BR Deutschland                                                                               | England                                                                                      | Finnland                                                                              | Frankreich                                                                                  |
| -------------------------------------------------------------------------------------------- | -------------------------------------------------------------------------------------------- | -------------------------------------------------------------------------------------------- | ------------------------------------------------------------------------------------- | ------------------------------------------------------------------------------------------- |
| Skip: Maj-Brit Reinholdt Third: Jane Bidstrup Second: Hanne Olsen Lead: Lone Bagge           | Skip: Almut Hege Third: Petra Tschetsch Second: Susanne Fink Lead: Joséfine Einsle           | Skip: Margaret Maxwell Third: Enid Logan Second: Caroline Cumming Lead: Dorothy Shell        | Skip: Jaana Jokela Third: Nina Arvenhainen Second: Taru Kivinen Lead: Kirsi Jeskanen  | Skip: Paulette Sulpice Third: Huguette Jullien Second: Isabelle Quere Lead: Jocelyne Lhenry |
| Italien                                                                                      | Luxemburg                                                                                    | Niederlande                                                                                  | Norwegen                                                                              | Österreich                                                                                  |
| Skip: Maria G. Costantini Third: Angela Costantini Second: Thea Valt Lead: Nella Alvera      | Skip: Cilly Schweich Third: M.van den Houten Second: Marie Gerritzen Lead: Pat Bannerman     | Skip: Laura van Imhoff Third: Gerrie Veening Second: Marjorie Querido Lead: Jenny Bovenschen | Skip: Trine Trulsen Third: Dordi Nordby Second: Hanne Pettersen Lead: Mette Halvorsen | Skip: Traudl Koudelka Third: Christl Nagele Second: Ingrid Marker Lead: Veronika Holzl      |
| Schweden                                                                                     | Schweiz                                                                                      | Schottland                                                                                   | Wales                                                                                 |                                                                                             |
| Skip: Maud Nordlander Third: Inga Arfwidsson Second: Ulrika Åkerberg Lead: Barbro Arfwidsson | Skip: Jacqueline Landolt Third: Christine Krieg Second: Marianne Uhlmann Lead: Silvia Benoit | Skip: Jeanette Johnston Third: Catherine Dodds Second: Marjorie Kidd Lead: Ella Gallanders   | Skip: Jean King Third: Helen Lyon Second: Margaret Crawley Lead: Ann Stone            |                                                                                             |

### Erste Phase
Die 14 Teams ermittelten in drei Eliminationsrunden die 8 Teilnehmer der zweiten Phase:
- In der ersten Eliminationsrunde spielten die 14 Teams 2 Plätze in der zweiten Phase aus.
- Die restlichen 12 Teams spielten in der zweiten Eliminationsrunde weitere 3 Plätze in der zweiten Phase aus.
- In der dritten Eliminationsrunde wurden von den restlichen 9 Teams die letzten drei Plätze in Phase 2 ausgespielt.

Die 6 ausgeschiedenen Mannschaften spielten in einer Platzierungsrunde um die Ränge 9-14.
| 1. Elimination            | 1. Elimination |
| 1. Runde                  | 1. Runde       |
| ------------------------- | -------------- |
| England – Norwegen        | 8-9            |
| Italien – Luxemburg       | 1-12           |
| Dänemark – Niederlande    | 9-6            |
| Österreich – Schottland   | 6-9            |
| Schweiz – Finnland        | 10-1           |
| Frankreich – Wales        | 2-9            |
| 2. Runde                  |                |
| BR Deutschland – Norwegen | 7-6            |
| Luxemburg – Dänemark      | 2-11           |
| Schweden – Schottland     | 10-4           |
| Schweiz – Wales           | 10-1           |
| 3. Runde                  |                |
| BR Deutschland – Dänemark | 8-4            |
| Schweden – Schweiz        | 6-3            |

| 2. Elimination          | 2. Elimination |
| 1. Runde                | 1. Runde       |
| ----------------------- | -------------- |
| Italien – Niederlande   | 9-3            |
| Finnland – Frankreich   | 3-7            |
| 2. Runde                |                |
| Italien – England       | 9-6            |
| Österreich – Frankreich | 7-4            |
| Norwegen – Luxemburg    | 12-2           |
| Schottland – Wales      | 11-7           |
| 3. Runde                |                |
| Italien – Schweiz       | 8-4            |
| Dänemark – Österreich   | 7-5            |
| Norwegen – Schottland   | 8-3            |

| 3. Elimination           | 3. Elimination |
| 1. Runde                 | 1. Runde       |
| ------------------------ | -------------- |
| Wales – Niederlande      | 2-10           |
| Luxemburg – Finnland     | 8-9            |
| England – Frankreich     | 4-10           |
| 2. Runde                 |                |
| Schottland – Niederlande | 12-3           |
| Österreich – Finnland    | 10-8           |
| Schweiz – Frankreich     | 13-5           |

| Ergebnisse der ersten Phase     | Ergebnisse der ersten Phase                                                               |
| ------------------------------- | ----------------------------------------------------------------------------------------- |
| Qualifiziert für Phase 2        | BR Deutschland, Schweden, Italien, Dänemark, Norwegen, Schottland, Österreich und Schweiz |
| In der Platzierungsrunde (9-14) | Wales, Luxemburg, England, Niederlande, Finnland und Frankreich                           |

### Zweite Phase
Die 8 aus die in die zweite Phase aufgestiegen waren, spielten in zwei Eliminationsrunden die 4 Halbfinal Plätze aus.:
- Die 8 Teams spielten in der ersten Eliminationsrunde um 2 Halbfinalplätze.
- Die restlichen 6 Teams spielten in der zweiten Eliminationsrunde um die letzten 2 Halbfinal Plätze.

Die 4 ausgeschiedenen Teams spielten eine Platzierungsrunde um die Ränge 5-8.
| 1. Elimination              | 1. Elimination |
| 1. Runde                    | 1. Runde       |
| --------------------------- | -------------- |
| BR Deutschland – Schweiz    | 7-5            |
| Italien – Schottland        | 1-9            |
| Dänemark – Norwegen         | 6-5            |
| Schweden – Österreich       | 8-2            |
| 2. Runde                    |                |
| BR Deutschland – Schottland | 4-6            |
| Dänemark – Schweden         | 9-2            |

| 2. Elimination            | 2. Elimination |
| 1. Runde                  | 1. Runde       |
| ------------------------- | -------------- |
| Schweiz – Italien         | 7-5            |
| Norwegen – Österreich     | 14-4           |
| 2. Runde                  |                |
| Schweden – Schweiz        | 6-7            |
| BR Deutschland – Norwegen | 2-10           |

| Ergebnisse der 2. Phase        | Ergebnisse der 2. Phase                          |
| ------------------------------ | ------------------------------------------------ |
| Qualifiziert fürs Halbfinale   | Schottland, Dänemark, Schweiz und Norwegen       |
| In der Platzierungsrunde (5-8) | Italien, Österreich, Schweden und BR Deutschland |

### Platzierungsrunde
Ränge 9-14
Die sechs in Phase 1 ausgeschiedenen Teams spielten in drei Eliminationsrunden um die Ränge 9-14
| 1. Elimination           | 1. Elimination |
| 1. Runde                 | 1. Runde       |
| ------------------------ | -------------- |
| Wales – England          | 9-8            |
| Niederlande – Luxemburg  | 10-3           |
| 2. Runde                 |                |
| Finnland – Wales         | 14-5           |
| Niederlande – Frankreich | 1-11           |
| Spiel um Rang 9.         |                |
| Finnland – Frankreich    | 8-5            |

| 2. Elimination          | 2. Elimination |
| 1. Runde                | 1. Runde       |
| ----------------------- | -------------- |
| Wales – Luxemburg       | 5-8            |
| Niederlande – England   | 12-1           |
| Spiel um Rang 11.       |                |
| Luxemburg – Niederlande | 4-9            |

| 3. Elimination    | 3. Elimination    |
| Spiel um Rang 13. | Spiel um Rang 13. |
| ----------------- | ----------------- |
| Wales – England   | 1-9               |

| Endstand | Endstand    |
| -------- | ----------- |
| 9.       | Finnland    |
| 10.      | Frankreich  |
| 11.      | Niederlande |
| 12.      | Luxemburg   |
| 13.      | England     |
| 14.      | Wales       |

Ränge 5-8
Die vier in Phase 2 ausgeschiedenen Teams spielten um die Ränge 5-8
| Platzierungsrunde         | Platzierungsrunde |
| Spiel um Rang 7.          | Spiel um Rang 7.  |
| ------------------------- | ----------------- |
| Italien – Österreich      | 5-7               |
| Spiel um Rang 5.          |                   |
| Schweden – BR Deutschland | 7-1               |

| Endstand | Endstand       |
| -------- | -------------- |
| 5.       | Schweden       |
| 6.       | BR Deutschland |
| 7.       | Österreich     |
| 8.       | Italien        |

|  | Halbfinale | Halbfinale | Halbfinale |   |            | Finale                      | Finale                      | Finale                      |
|  |            |            |            |   |            |                             |                             |                             |
|  |            |            |            |   |            |                             |                             |                             |
|  | 3          | Schottland | 5          |   |            |                             |                             |                             |
|  | 2          | Norwegen   | 3          |   |            |                             |                             |                             |
|  |            |            |            | 3 | Schottland | 3                           |                             |                             |
|  |            |            |            |   | 1          | Schweiz                     | 7                           |                             |
|  | 4          | Dänemark   | 3          |   |            |                             |                             |                             |
|  | 1          | Schweiz    | 9          |   |            | Spiel um die Bronzemedaille | Spiel um die Bronzemedaille | Spiel um die Bronzemedaille |
|  |            |            |            |   |            | 2                           | Norwegen                    | 7                           |
|  | 4          | Dänemark   | 3          |   |            |                             |                             |                             |
|  |            |            |            |   |            |                             |                             |                             |

| Platz | Land           |
| ----- | -------------- |
| 1     | Schweiz        |
| 2     | Schottland     |
| 3     | Norwegen       |
| 4     | Dänemark       |
| 5     | Schweden       |
| 6     | BR Deutschland |
| 7     | Österreich     |
| 8     | Italien        |
| 9     | Finnland       |
| 10    | Frankreich     |
| 11    | Niederlande    |
| 12    | Luxemburg      |
| 13    | England        |
| 14    | Wales          |